# London Mathematical Society

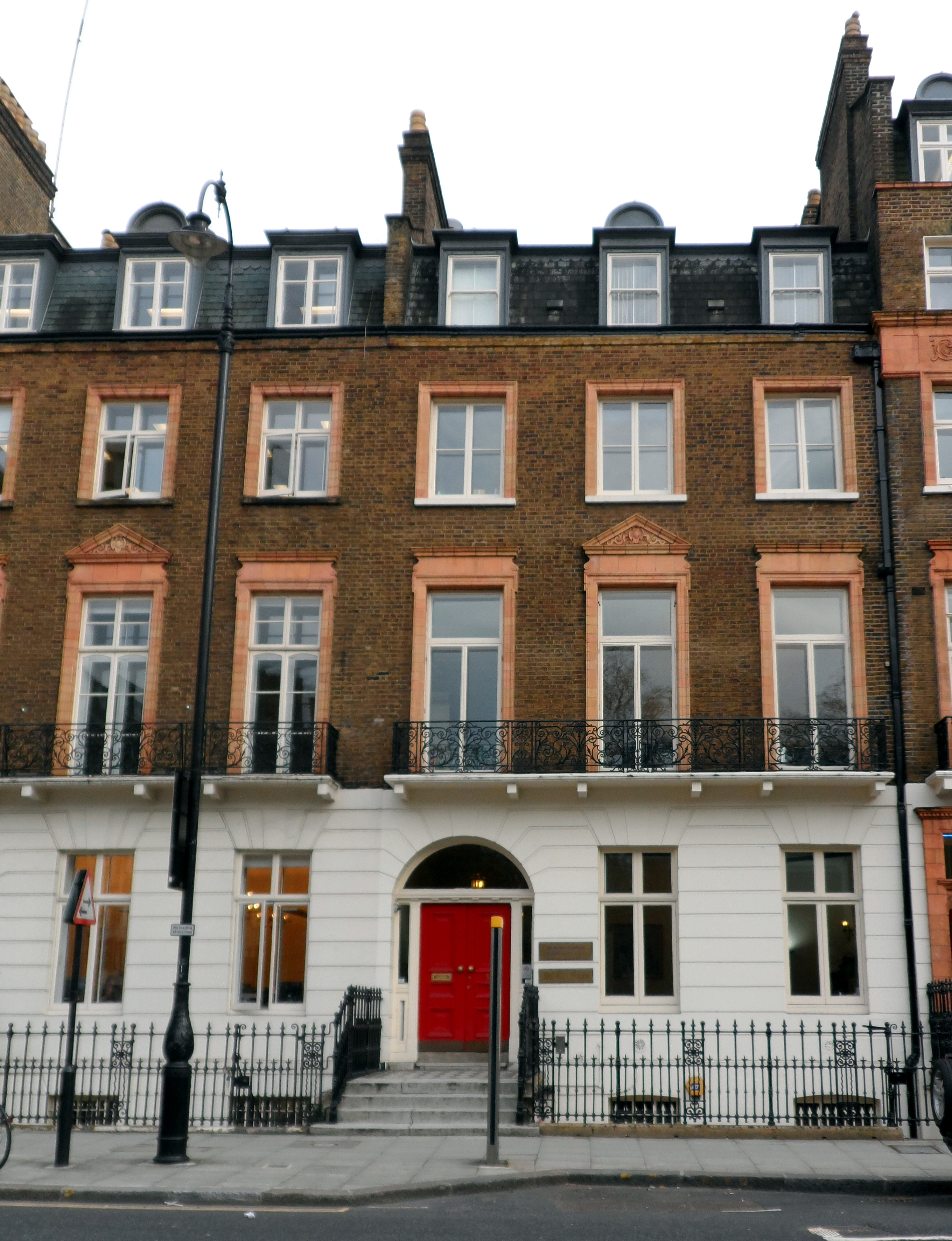
De Morgan House, zetel van de London Mathematical Society

De London Mathematical Society (LMS) is een professioneel wiskundig genootschap uit Groot-Brittannië. Sinds 2018 is Caroline Series voorzitster.

## Geschiedenis
Het genootschap werd gesticht op 16 januari 1865 en is daarmee het oudste wiskundige genootschap ter wereld. De eerste voorzitter was Augustus De Morgan, een wiskundige en logicus. De allereerste bijeenkomsten werden in het University College gehouden, maar dat verhuisde al snel naar Burlington House. De eerste activiteiten van het genootschap bestonden erin om te praten en te discussiëren over wiskunde en om een klein krantje te publiceren.
De London Mathematical Society stond model voor de American Mathematical Society, die werd opgericht in 1888.
Een eeuw na de stichting, in 1965, kreeg het genootschap een koninklijk charter. In 1998 verhuisde de LMS van Burlington House naar Morgan House.